# Slash (Album)

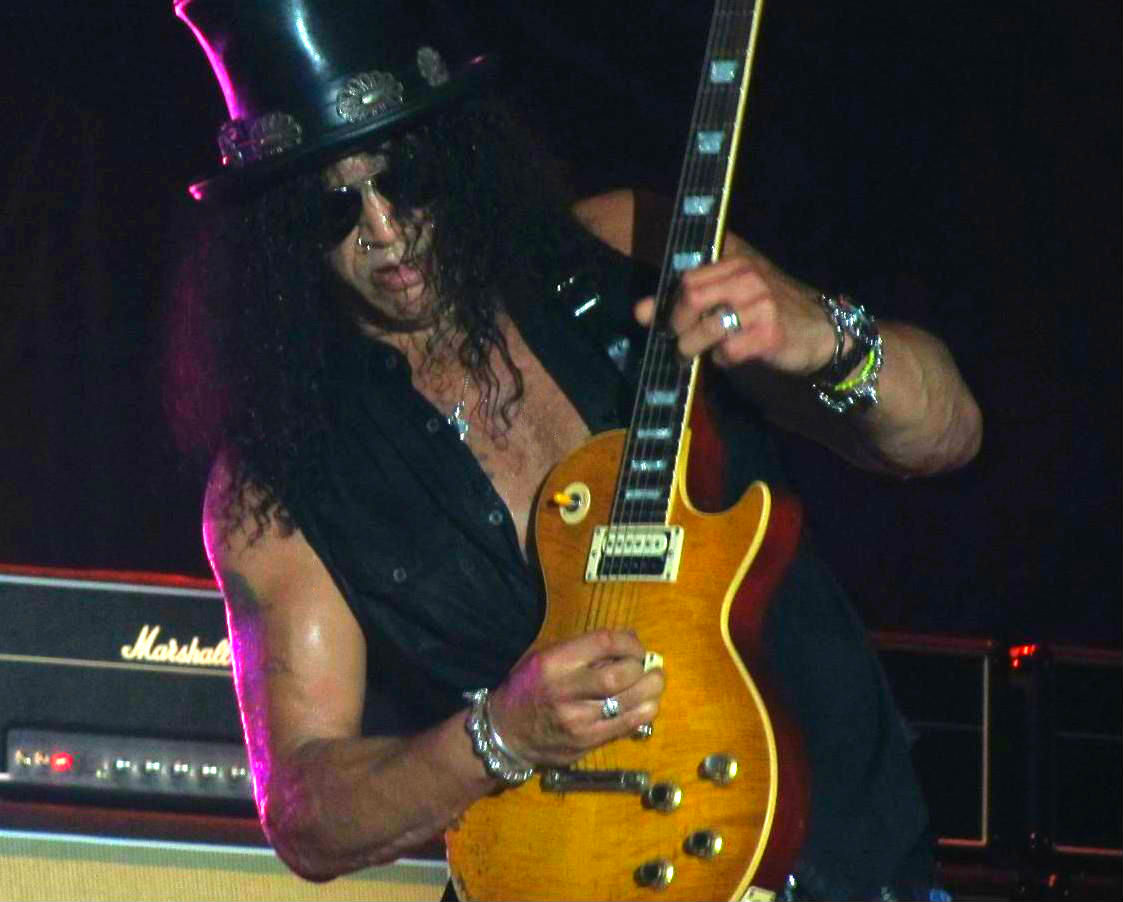
Slash, live in Rom, 2011

Slash ist das erste Soloalbum des britisch-amerikanischen Gitarristen Slash, dem Leadgitarristen der Band Guns N’ Roses. Es erschien am 31. März 2010 in Europa via Roadrunner Records. Zahlreiche Musiker aus Metal, Rock und Pop steuerten Gastbeiträge bei. Die Produktion übernahm Eric Valentine.

## Entstehung
Bereits in seiner Ende 2007 erschienenen Autobiografie berichtete Slash von einem Projekt namens Slash & Friends, das er mit einigen Gastmusikern zu verwirklichen gedenke. Der Namenszusatz wurde später gestrichen. Ende 2008 sagte Slashs Frau Perla in einem Interview, dass das geplante Album Beiträge von Ozzy Osbourne und Fergie enthalten würde. Zunächst war Mark Ronson als Produzent geplant, doch dieser hatte keine Zeit. So suchte sich Slash aufgrund des Klangs von Songs for the Deaf von Queens of the Stone Age und The All-American Rejects, die beide Eric Valentine produziert hatte, diesen als Produzenten aus. Josh Freese sprang kurz vor den Aufnahmen von der Nine-Inch-Nails-Tour ab, er hätte sonst die Platte nicht mehr aufnehmen können.

„Die Leichtigkeit, mit der mein Album entstand, verdanke ich Eric, Josh und Chris, die sogar mit meinen Demos was anfangen konnten, die meistens völliger Müll sind.“

Die Demoaufnahmen wurden bei einem Bekannten in einer Garage gemacht. Als Gastmusiker wählte Slash sowohl solche aus, mit denen er „aufwuchs“, als auch junge Künstler, die ihm gefielen. Mit Cypress Hill hatte er schon seit zehn Jahren den Song Paradise City gespielt. Fergie hatte er bereits früher einmal auf die Bühne geholt, sie hatte auch bereits einmal Sweet Child o’ Mine gesungen. Slash sagte, sie habe „einen Rock-’n’-Roll-Background“. Auch David Bowie wurde angefragt, nahm aber nicht teil. White-Stripes-Sänger Jack White sagte ab, da er laut Slash auf musikalisch „ungewohntem Terrain“ nicht singen wollte. Jeder Gastsänger schrieb seine Texte selbst. Für die Tour wurde Myles Kennedy als Sänger bestätigt.

## Rezeption
In Rock Hard nannte Andreas Himmelstein das Album „genauso abwechslungsreich, wie man es anhand der ebenso langen wie illustren Gäste und der unterschiedlichen Gastsänger erwarten konnte“. Das Album entwickle „eine hochklassige Compilation-Atmosphäre“, durch die sich Slashs Gitarrenarbeit als „roter Faden“ ziehe. Er vergab neun von zehn Punkten.

## Titelliste
1. Ghost (feat. Ian Astbury & Izzy Stradlin) (Slash, Ian Astbury) – 3:34
2. Crucify the Dead (feat. Ozzy Osbourne) (Slash, Ozzy Osbourne, Kevin Churko) 4:04
3. Beautiful Dangerous (feat. Fergie) (Slash, Fergie) 4:35
4. Back from Cali (feat. Myles Kennedy) (Slash, Myles Kennedy) 3:35
5. Promise (feat. Chris Cornell) (Slash, Chris Cornell) 4:41
6. By the Sword (feat. Andrew Stockdale) (Slash, Andrew Stockdale) 4:50
7. Gotten (feat. Adam Levine) (Slash, Adam Levine) 5:05
8. Doctor Alibi (feat. Lemmy Kilmister) (Slash, Lemmy Kilmister) 3:07
9. Watch This/Watch This Dave (feat. Dave Grohl & Duff McKagan) (Slash) 3:46
10. I Hold On (feat. Kid Rock) (Slash, Kid Rock, Marlon Young) 4:10
11. Nothing to Say (feat. M. Shadows) (Slash, M. Shadows) 5:27
12. Starlight (feat. Myles Kennedy) (Slash, Myles Kennedy) 5:35
13. Saint Is a Sinner Too (feat. Rocco DeLuca) (Slash, Rocco DeLuca) 3:28
14. We're All Gonna Die (feat. Iggy Pop) (Slash, Iggy Pop) 4:30

## Bonustracks von diversen Special-Editions
1. Baby Can't Drive (feat. Alice Cooper & Nicole Scherzinger) – 3:24
2. Paradise City (feat. Cypress Hill & Fergie) – 5:16
3. Back from Cali (Acoustic) (feat. Myles Kennedy) – 3:44
4. Fall to Pieces (Acoustic) (feat. Myles Kennedy) – 4:29
5. Sweet Child o’ Mine  (Acoustic) (feat. Myles Kennedy) – 6:02
6. Sahara (feat. Kōshi Inaba) – 4:00
7. Mother Maria (feat. Beth Hart) – 5:20
8. Chains & Shackles (feat. Nick Oliveri) – 5:20